# Adam Grahn
John Carl Adam Grahn (Karlskrona, 4 novembre 1984) è un cantante e chitarrista svedese.
È fondatore della band Royal Republic.

## Biografia
Nasce in una famiglia di musicista, suo fratello, Max Grahn, è un compositore e produttore. Ha suonato il suo primo spettacolo all'età di cinque anni, come batterista, durante un tour con i suoi genitori. 
All'età di 11 anni comincia a suonare la chitarra. Le sue influenze musicali sono Metallica, U2, Crosby Stills e Nash, Tom Petty.

## Royal Republic
Nel 2007 fonda la band, insieme ad altri tre studenti Per Andreasson (batteria), Hannes Irengård (chitarra), Jonas Almén (basso), i Royal Republic. 
La band registrò il loro primo album nel 2010 a Malmö, "We are the Royal"".